# Meghraj
Meghraj é uma vila no distrito de Aravalli, no estado indiano de Gujarat.

## Geografia
Meghraj está localizada a 23° 30′ N, 73° 30′ L. Tem uma altitude média de 178 metros (583 pés).

## Demografia
Segundo o censo de 2001, Meghraj tinha uma população de 9891 habitantes. Os indivíduos do sexo masculino constituem 52% da população e os do sexo feminino 48%. Meghraj tem uma taxa de literacia de 73%, superior à média nacional de 59,5%: a literacia no sexo masculino é de 80% e no sexo feminino é de 65%. Em Meghraj, 12% da população está abaixo dos 6 anos de idade.